# Kamiyasu (métro d'Hiroshima)
Kamiyasu (上安駅, Kamiyasu-eki) est une station de la ligne Astram du métro d'Hiroshima. Elle est située dans l'arrondissement d'Asaminami à Hiroshima au Japon.

## Situation sur le réseau
Établie en aérien, Kamiyasu est située au point kilométrique (PK) 11,4 de la ligne Astram. Elle est située entre la station Yasuhigashi, en direction du terminus sud Hondori, et la station Takatori, en direction du terminus nord Koiki-koen-mae.

## Histoire
La station Kamiyasu est mise en service le 20 août 1994, lors de l'ouverture à l'exploitation de la ligne Astram.

## Services aux voyageurs

### Accès et accueil
La station est ouverte tous les jours.

### Desserte
Kamiyasu est desservie par les rames de la ligne Astram : 
- voie 1 : direction Koiki-koen-mae
- voie 2 : direction Hondori

Installations et desserte
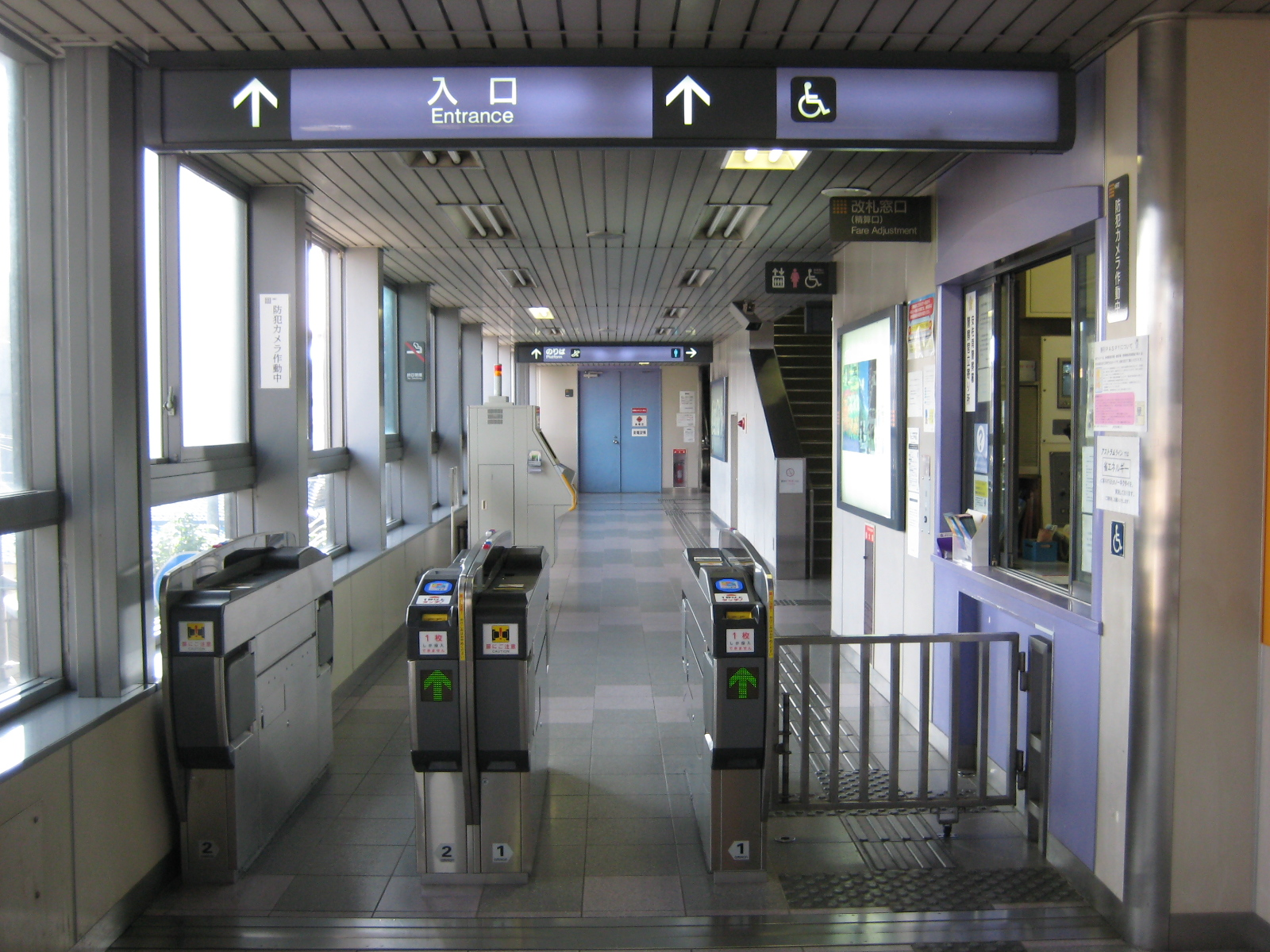
Barrière de contrôle
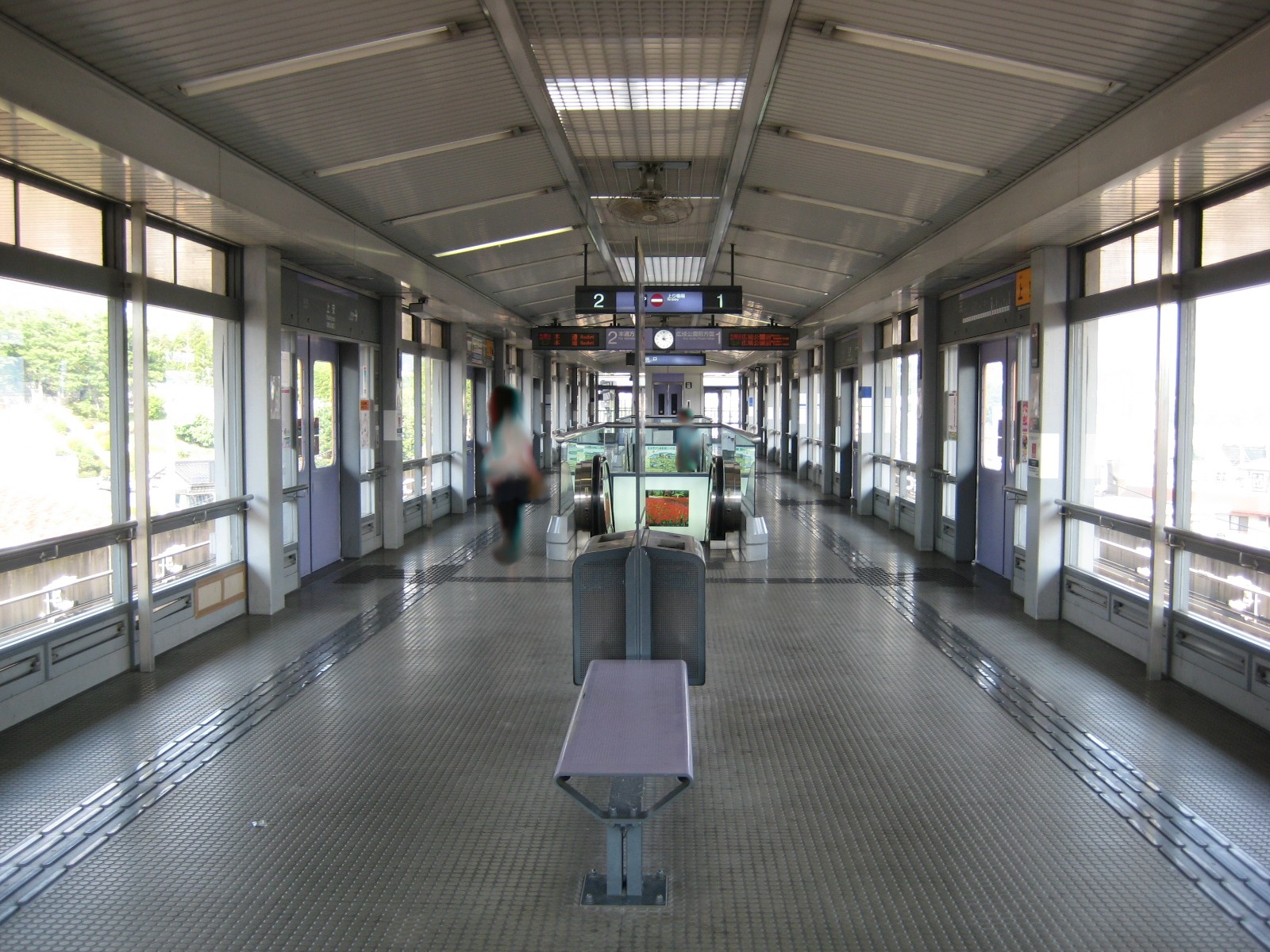
Quai de la station